# Омуралиев, Эсенгул Касымович
Эсенгул Касымович Омуралиев (14 сентября 1950, Тон — 25 февраля 2018, Бишкек) — государственный деятель Киргизии, политик, дипломат. В 1996—1998 годах руководил переговорным процессом вступления КР в ВТО. С 2012 по 2016 годы занимал должность Чрезвычайного и Полномочного Посла Кыргызской Республики в Казахстане. Владел киргизским, русским и английским языками.

## Биография
В 1973 году окончил энергетическое отделение Фрунзенского политехнического института. В 1973—1976 годы работал научным сотрудником НИИ электромеханики во Фрунзе.
В 1976—1982 годы — начальник конструкторского бюро, главный конструктор, заместитель главного инженера, заместитель генерального директора Иссык-Кульского производственного объединения электротехнических заводов. В 1982—1985 год — директор Пржевальского электротехнического завода, в 1985—1990 — генеральный директор Иссык-Кульского производственного объединения электротехнических заводов.
С 1991 года, окончив Академию народного хозяйства при Совете Министров СССР, работал в органах исполнительной власти: министр промышленности Киргизии (1991—1992), председатель Фонда госимущества — вице-премьер-министр Киргизии (1992—1994), первый заместитель председателя Государственного комитета по экономике Киргизии (1994—1995), директор Государственного департамента по антимонопольной политике Киргизии (1995—1997).
В 1997—1998 годы — Чрезвычайный и Полномочный Посол КР в Республике Беларусь, одновременно — Полномочный Представитель КР при Уставных органах СНГ.
С 1998 по 2000 год — министр внешней торговли и промышленности Киргизии, одновременно (1999—2000) — вице-премьер-министр Киргизии.
В 2001—2005 годы — Чрезвычайный и Полномочный Посол КР на Украине.
В 2005—2006 годы — Губернатор — Глава Иссык-Кульской областной государственной администрации КР; в 2010—2011 — Постоянный представитель Правительства КР в Жогорку Кенеше КР в ранге заместителя руководителя Аппарата Правительства КР; в 2011—2012 — Советник премьер-министра КР.
С 2012 по 2016 год — Чрезвычайный и Полномочный Посол Кыргызской Республики в Казахстане.
Был избран академиком Инженерной академии КР и Международной инженерной академии.
Скончался 25 февраля 2018 года; похоронен на Ала-Арчинском кладбище в Бишкеке.

## Награды
- 2000 — Грамота СНГ
- Почётная грамота Кыргызской Республики и медаль «Данк» КР.

## Семья
Был женат на Сулаймановой Анаркуль, пятеро детей: 3 сына и 2 дочери.
Его родной брат Кубанычбек Омуралиев является послом Кыргызстана в Беларуси.